# 30027 Anubhavguha
30027 Anubhavguha este un asteroid din centura principală de asteroizi.

## Descriere
30027 Anubhavguha este un asteroid din centura principală de asteroizi. A fost descoperit pe 29 februarie 2000 la Socorro, New Mexico, în cadrul proiectului LINEAR. Asteroidul prezintă o orbită caracterizată de o semiaxă mare de 2,57 ua, o excentricitate de 0,13 și o înclinație de 2,0° în raport cu ecliptica.